# Piz da Termin
Piz da Termin är en bergstopp i Schweiz.   Den ligger i distriktet Riviera och kantonen Ticino, i den sydöstra delen av landet, 140 km sydost om huvudstaden Bern. Toppen på Piz da Termin är 2 899 meter över havet, eller 71 meter över den omgivande terrängen. Bredden vid basen är 0,32 km.
Terrängen runt Piz da Termin är huvudsakligen mycket bergig. Närmaste större samhälle är Biasca, 8,6 km väster om Piz da Termin. 
I omgivningarna runt Piz da Termin växer i huvudsak blandskog. Runt Piz da Termin är det ganska tätbefolkat, med 54 invånare per kvadratkilometer.